# Dirge
Dirge é uma banda francesa de heavy metal formada em 1994 em Paris. Evoluiu do gênero metal industrial em direção a um som mais atmosférico e progressivo,[carece de fontes?] relacionado com post-metal de bandas como Neurosis, Isis e Cult of Luna.

## História
Foi fundada por Marc T. e Laurent P. como um dueto lançando juntos 3 demos em fita cassete. Com a saída de Laurent em 1998, dois outros membros se juntaram a banda, o baixista David K. e o guitarrista Franck T. Com a entrada dos novos integrantes o som da banda foi se tornando menos eletrônico e mais agressivo e ruidoso. Nesse mesmo ano lançaram seu primeiro álbum, Down, Last Level. A composição dos integrantes se alterou nos próximos anos. Se juntaram a banda o baterista Alain B. e o percussionista Christophe [Zomb] D. um ano mais tarde e em 2001 foi a vez de Franck T. e David K deixarem a banda, no que Christian M. e Stéphane L. assumiram o baixo e a guitarra respectivamente. Com essa formação lançaram outros três álbuns, And Shall The Sky Descend, Wings Of Lead Over Dormant Seas e Elysian Magnetic Fields.

## Discografia

### Demos
- Infected Brain Machine (1994)
- Mind Time Control (1995)
- Dead Network Access (1996)

### Álbuns
- Down, Last Level (1998)
- Blight And Vision Below A Faded Sun (2000)
- And Shall The Sky Descend (2004)
- Wings Of Lead Over Dormant Seas (2007)
- Elysian Magnetic Fields (2011)
- Hyperion (2014)
- Lost Empyrean (2018)

### EP
- Alma | Baltica (2017)

### Compilação
- Vanishing Point (2021)